# Акабіра (Хоккайдо)

43°33′29″ пн. ш. 142°2′39″ сх. д. / 43.55806° пн. ш. 142.04417° сх. д.
Акабі́ра (яп. 赤平市, あかびらし, МФА: [akabʲiɾa ɕi̥]) — місто в Японії, в окрузі Сораті префектури Хоккайдо.

## Короткі відомості
Розташоване в центральній частині префектури, в басейні річки Сораті. Тривалий час розвивалося за рахунок видобутку вугілля. З 1970-х років стало центром сільського господарства. Станом на 1 жовтня 2008 року площа міста становила 129,88 км². Станом на 31 березня 2017 населення міста становило 10 702 осіб.